# Егон Шајн

Егон Шајн (Кил, 20. јануар 1912 — Хамбург, 14. фебруар 1977) био је немачки атлетичар, специјалиста за трчање на 200 метара.

## Спортска биографија
Шајн је члан клуба Хамбургер СВ у Хамбурга за који је освојио пет наслова националног првака 1934 и 1936. у трци на 200 м, а са клупском штафетом 4 х 100 м 1931. 1933. и 1934.
Учествовао је на 1. Европском првенству у атлетици 1934 у Торину. Са штафетом 4 х 100 метара освојио је златну медаљу. Штафета је трчала у саставу:Егон Шајн, Ервин Гилмајстер, Герд Хорнбергер и Ерих Борхмајер. У појединачној конкуренцији трчао је на 200 метара и био пети.
На Олимпијским играма 1936. у Берлину испао је у четвртфиналу на 200 метара.

## Значајнији резултати
| Год.       | Такмичење          | Место           | Дисциплина | Пласман    | Резултат   | Детаљи       |
| Трећи рајх | Трећи рајх         | Трећи рајх      | Трећи рајх | Трећи рајх | Трећи рајх | Трећи рајх   |
| ---------- | ------------------ | --------------- | ---------- | ---------- | ---------- | ------------ |
| 1934       | Европско првенство | Торино, Италија | 200 м      | 5.         | 21,09      | стр 360-362. |
| 1934       | Европско првенство | Торино, Италија | 4 х 100 м  |            | 41,00      | стр 360-362. |
| 1936       | Олимпијске игре    | Берлин, Немачка | 200 м      | 13.        | 21,7       |              |

## Лични рекорди
| Дисциплина | Резултат | Место | Датум |
| ---------- | -------- | ----- | ----- |
| 100 метара | 10,3     |       | 1933. |
| 200 метара | 21,4     |       | 1933. |